# Burg Runder Berg
Die Burg Runder Berg ist die Ruine einer Höhenburg auf einem Bergkegel bei ungefähr 710 m über NHN des Runden Berges 2500 Meter westlich der Stadt Bad Urach im Landkreis Reutlingen in Baden-Württemberg. 
Bei der Burg handelt sich um eine frühmittelalterliche Wallburg im Zusammenhang mit einer Alamannischen Höhensiedlung auf einem Gipfelplateau von 120 Meter Länge und einer Breite von maximal 40 Meter. Von der ehemaligen Befestigungsanlage wurden 1967 bis 1984 Reste von zwei Befestigungsmauern ausgegraben.